# Кания
Кания (рум. Cania) — село в Кантемирском районе Молдавии. Является административным центром коммуны Кания, включающей также село Епурень.

## География
Село расположено на высоте 45 метров над уровнем моря.

## Население
По данным переписи населения 2004 года, в селе Кания проживает 2816 человек (1404 мужчины, 1412 женщины).
Этнический состав села:
| Национальность | Число жителей | Процентный состав |
| -------------- | ------------- | ----------------- |
| молдаване      | 2627          | 93.29             |
| болгары        | 68            | 2.41              |
| русские        | 27            | 0.96              |
| украинцы       | 26            | 0.92              |
| цыгане         | 24            | 0.85              |
| румыны         | 24            | 0.85              |
| гагаузы        | 10            | 0.36              |
| прочие         | 10            | 0.36              |
| Всего          | 2816          | 100%              |

## Известные уроженцы
- Чобану, Нелли (род. 1974) — молдавская певица.